# 2000年夏季残疾人奥林匹克运动会德国代表团
2000年夏季残疾人奥林匹克运动会德国代表团是德国派出的2000年夏季残疾人奥林匹克运动会代表团。获得16枚金牌、41枚银牌和38枚铜牌。